# Morvay Pál (lelkész)
Morvay Pál (Marosvásárhely, 1914. február 12. – Bánffyhunyad, 1990. január 22.) erdélyi magyar református lelkész, egyházi és néprajzi író. Morvay Zoltán fia.

## Életútja
Szülővárosa Református Kollégiumában érettségizett (1931), a kolozsvári Református Teológián lelkészi oklevelet szerzett (1936), mint ösztöndíjas a berlini teológián folytatta tanulmányait (1936-38). Brassóban lelkész és hitoktató (1938-40), a kolozsvári Református Kollégium vallástanára (1940-44), Bánffyhunyadon lelkész és hitoktató 1948-ig, majd ugyanott a líceum magyar-angol szakos tanára.
Kalotaszeg kulturális életét tanulmányozta, a Református Szemlében Bánffyhunyad (1985/3) és Gyerőmonostor (1987/1) egyházának történetét és templomát mutatta be. A budapesti Tükör hasábjain Bartók és Kodály kalotaszegi nótafájáról írt A tőcsérbe énekeljen címmel (1988. július 29.).